# Boon Rawd Brewery

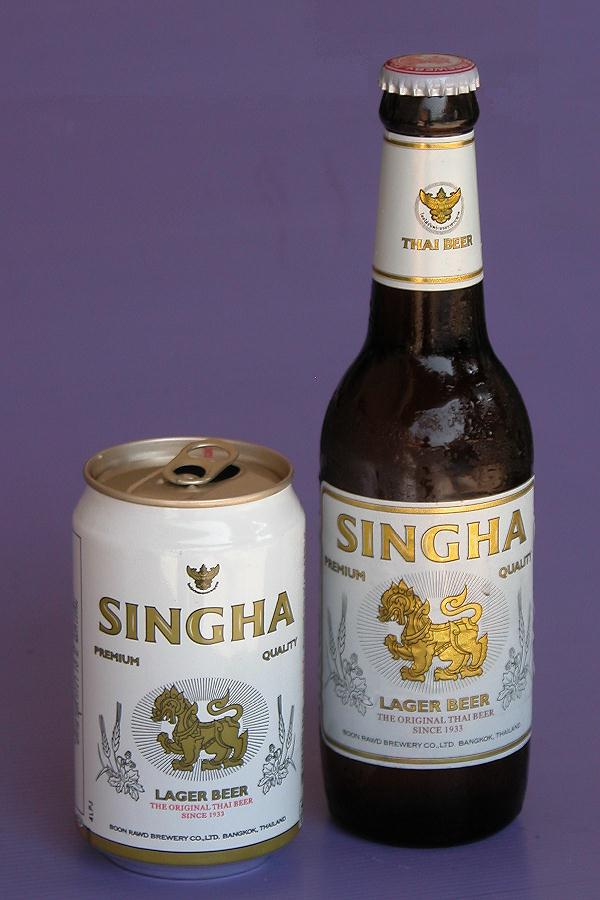
Die Biermarke Singha der Boon Rawd Brauerei

Boon Rawd Brewery (Thai: บริษัท บุญรอดบริวเวอรี่ จำกัด) ist die älteste Brauerei in Thailand. Sie wurde 1933 von Boonrawd Srethabutra gegründet.
Bekannteste Marke der Boon Rawd Brauerei ist Singha. Es werden jährlich 10.000 hl Singha abgesetzt. Bis vor ein paar Jahren war Singha die größte Biermarke in Thailand, bis Chang-Bier (Thai Beverage) die Marktführung übernahm.
Außerdem werden noch folgende Marken hergestellt und vertrieben: Singha Light, Singha Lager Draft, Singha Soda Water, Singha Water, Leo Beer, Thai Beer, Moshi Green Tea, and B-ing Lifestyle.
Boon Rawd kaufte 1994 über ihre Tochtergesellschaft  B.B. Group Company zwei deutsche Brauereien in Hartmannsdorf (bei Chemnitz) und Mittweida in Sachsen, die Singha-Bier für den Vertrieb in Europa produzierten. Umgekehrt wurde mit großem Aufwand versucht, die Marke Mittweida in Thailand zu vertreiben, was aber scheiterte. Im Frühjahr 2003 musste die B.B. Group Insolvenz anmelden.
Von 1995 bis 2009 hatte die Brauerei eine eigene Fluggesellschaft PB Air. Am 21. Dezember 2009 wurde jedoch die Schließung und Liquidation beantragt.
2007 wurde Boon Rawd die erste Mitgliedsbrauerei der Versuchs- und Lehranstalt für Brauerei in Südostasien.
Im November 2015 wurde bekannt, dass die Europatochter der Boon Rawd Brewery mittels einer Kapitalerhöhung künftig einen Anteil von 49 % am deutschen Getränkehersteller Valensina halten wird.